# Birkin Bag

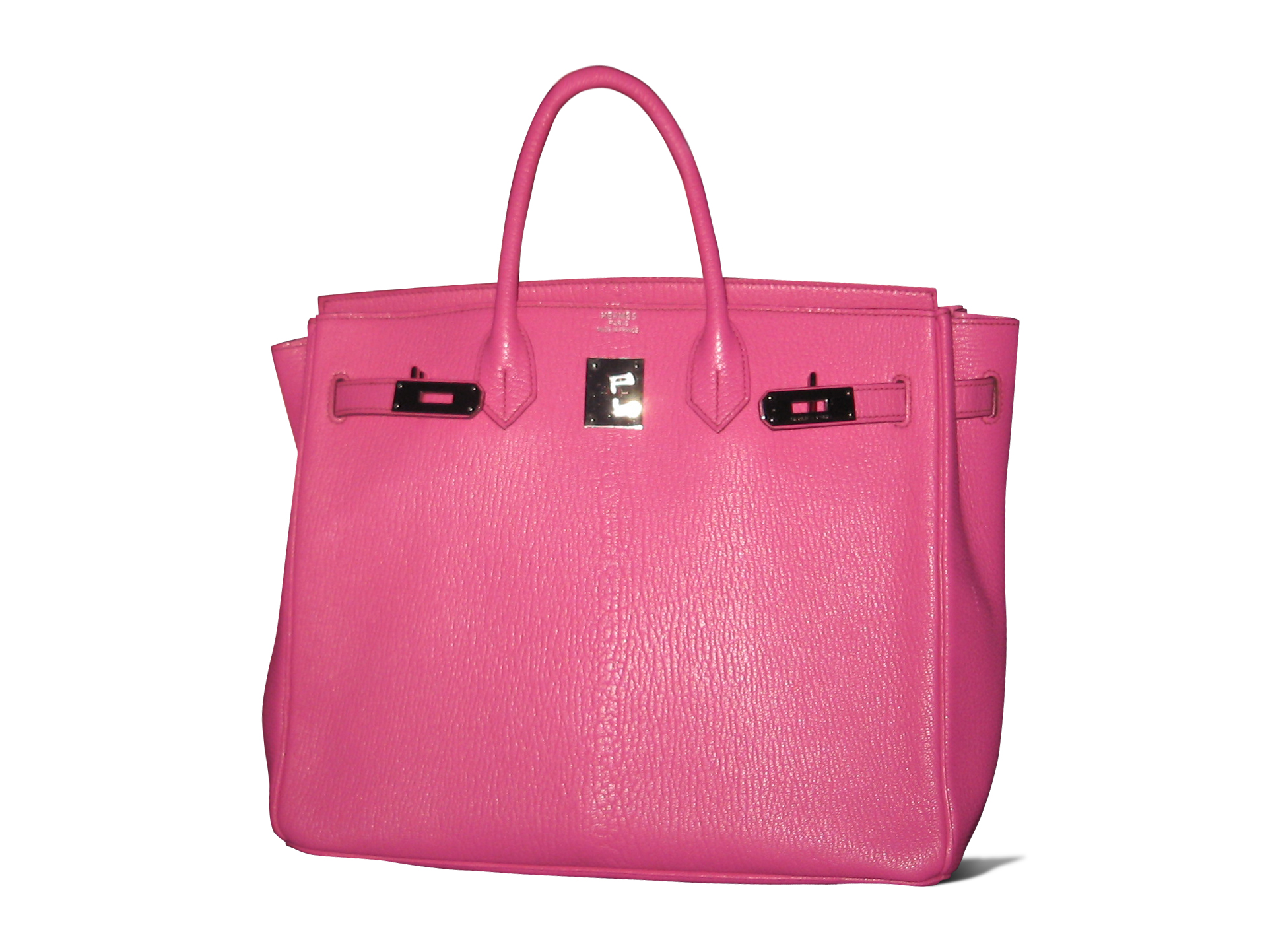
Birkin Bag aus pink gefärbtem Kalbleder (Vorderansicht der unverschlossenen Tasche)

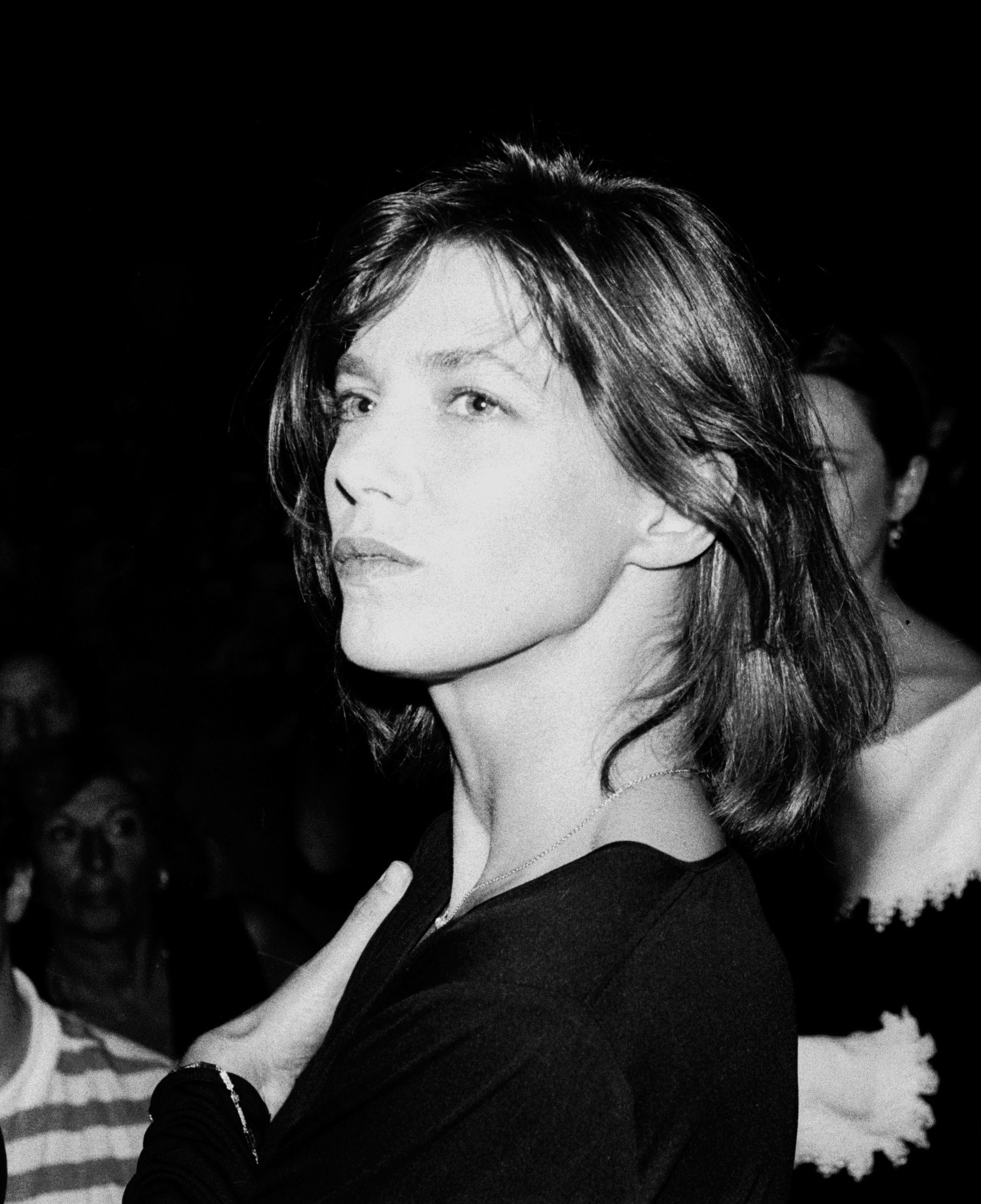
Jane Birkin, 1985

Die Birkin Bag ist eine seit 1984 in Handarbeit gefertigte Damenhandtasche der Modemarke Hermès, die nach der Schauspielerin Jane Birkin benannt ist. Die Tasche ist, wie die in den 1930er Jahren ebenfalls von Hermès entworfene Kelly Bag, nicht nur ein vielfach nachempfundener (und gefälschter) Klassiker des Modedesigns, sondern aufgrund des hohen Preises und des erschwerten Ankaufs auch ein Statussymbol und eine Wertanlage.
Anders als eine It-Bag, die nach kurzer Zeit aus der Mode kommt, erzielen Birkin Bags hohe Wiederverkaufserlöse.

## Geschichte
Laut Jane Birkin entstand die Idee zur Tasche, als sie 1981 zufällig auf einem Flug von Paris nach London dem Geschäftsführer von Hermès, Jean-Louis Dumas, begegnete. Aus Birkins Tasche fiel alles heraus und Dumas sagte: „Sie sollten eine mit Innentaschen haben.“ Darauf antwortete Birkin: „An dem Tag, an dem Hermès eine solche herstellt, besorge ich sie mir.“ Zusammen entwarfen sie eine Tasche, die „größer als die Kelly aber kleiner als Serges Koffer“ war.
Daraufhin soll Birkin einen ersten Entwurf auf einen Spuckbeutel gezeichnet haben, und Dumas versprach, das Modell für sie umzusetzen. Dumas schenkte Birkin das erste Modell und bat im Gegenzug darum, ihren Nachnamen dafür nutzen zu dürfen.
Hermès produziert die Birkin Bag seit 1984 in einem Atelier für Sonderanfertigungen in der Rue du Faubourg Saint-Honoré in Paris.
Je nach Material und Ausstattung kostet eine Birkin Bag zwischen 9000 und 150.000 US-Dollar. Am 8. Dezember 2011 wurde eine neuangefertigte Birkin Bag aus Krokodilleder mit diamantenbesetzten Metallteilen durch ein amerikanisches Auktionshaus für 203.150 US-Dollar (180.000 Euro) versteigert. Damit handelte es sich bis Mitte des Jahres 2015 um die teuerste Tasche, die bis dahin versteigert wurde.
Im Juni 2015 versteigerte das Auktionshaus Christie’s eine fuchsiafarbene Birkin aus Krokodilleder mit Metallteilen aus 18-karätigem Gold und Diamantbesatz für 1,73 Millionen Hong-Kong-Dollar (203.000 Euro) an einen Telefonbieter.
Es handelt sich damit nach Angaben des Auktionshauses damals sowohl um die teuerste Birkin Bag, die je versteigert wurde, wie auch um die teuerste jemals versteigerte Handtasche. Weitere Rekorde wurden mit Birkin Bags erzielt. So wurde eine „Himalaya Niloticus Crocodile Diamond Birkin 30“ 2019 für 400.000 Dollar versteigert und 2022 eine weitere „Diamond Himalaya Birkin 30“ aus grau-weiß gefärbtem Krokodilleder mit Beschlägen aus achtzehnkarätigem Gold und Diamanten für 450.000 Dollar.
Die teuerste Tasche der Welt ist jedoch die erheblich schlichter gestaltete allererste Birkin Bag aus schwarzem Leder mit vergoldeten Messingapplikationen, ein 1985 angefertigtes Unikat, das verschiedene Eigenschaften der erst später auseinanderentwickelten Typen "Birkin 35" und "Birkin 40" in sich vereint, aus dem ehemaligen Besitz von Jane Birkin, die diese Tasche von 1985 bis 1994 häufig getragen und mit verschiedenen Aufklebern beklebt hatte. Diese Handtasche wurde erstmals 1994 für einen guten Zweck versteigert, im Jahr 2000 kam sie ein weiteres Mal auf den Auktionsmarkt. 2020 wurde sie im Londoner Victoria and Albert Museum ausgestellt im Rahmen der Ausstellung Bags: Inside Out. Zuletzt wurde sie am 10. Juli 2025 bei Sotheby’s in Paris versteigert und erzielte dort den Rekordpreis von 7 Millionen Euro, 8,6 Millionen Euro mit Aufgeld.

## Design

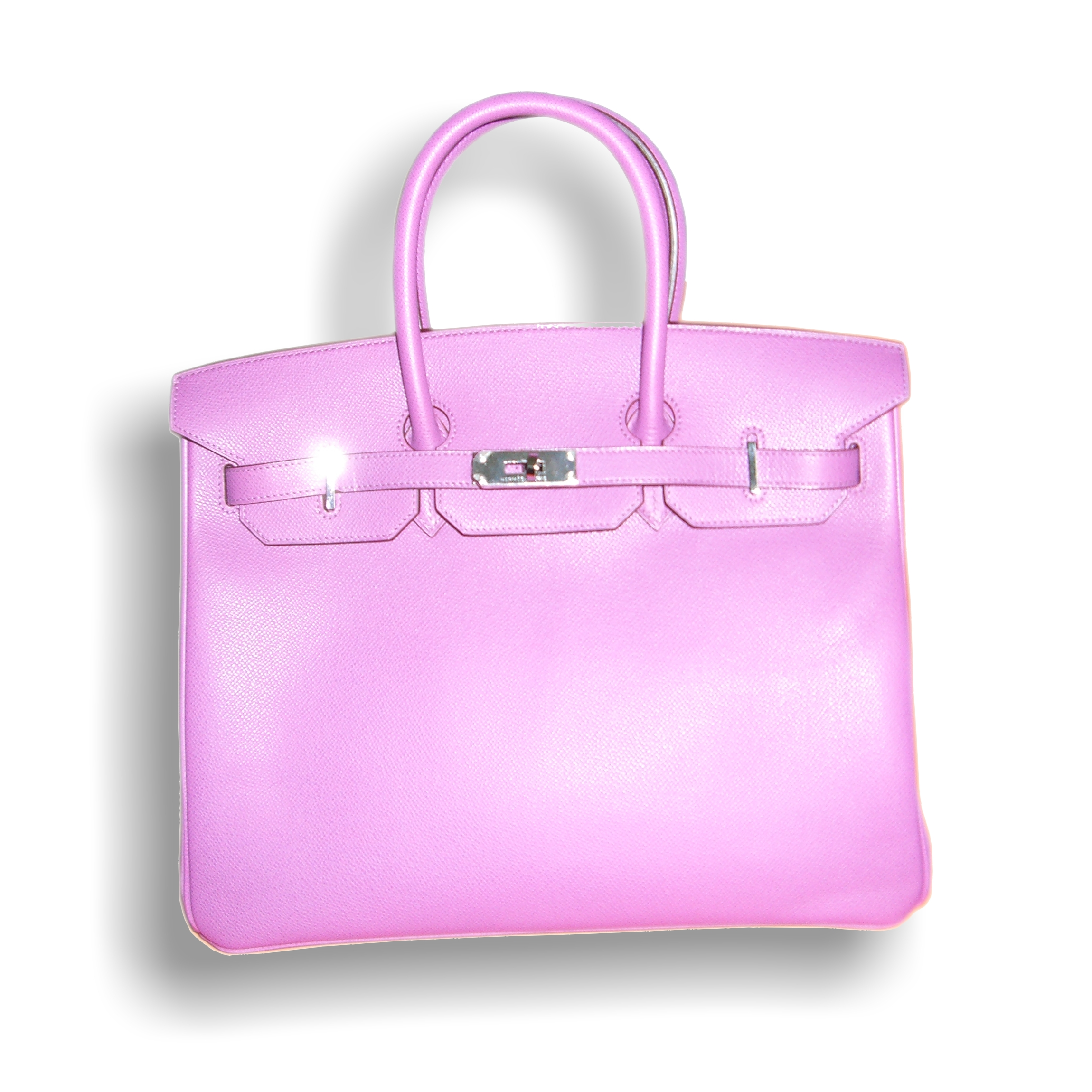
Birkin Bag aus rosa eingefärbtem Kalbleder

Im Vergleich zur Kelly Bag gilt die Birkin als sportlicher und weniger förmlich.
Die lederne Birkin Bag besteht aus einer trapezförmigen, nach oben nur wenig schmaler werdenden Vorder- und Rückseite mit leicht gewölbter Oberkante und einem rechteckigen Boden. Die Seitenwände der Tasche sind nach innen gefaltet, so dass die Tasche im verschlossenen Zustand nach oben flach zuläuft, sich jedoch weit öffnen lässt.
Die Tasche hat zwei Henkel, die so befestigt sind, dass die Breite der Tasche durch die aufgesetzten Henkel gedrittelt wird.
Nur das erste Modell war im Gegensatz zu späteren Modellen auch mit einem Schulterriemen ausgestattet. Von der Rückseite der Tasche lässt sich ein Überschlag mit zwei Ausschnitten zwischen den Henkeln hindurch über die Oberkante der Tasche nach vorne klappen. Durch zwei weitere Öffnungen in dem Überschlag treten die in die Vorderseite eingelassenen Metallbügel hervor, durch die die beiden Enden eines ebenfalls ledernen, auf der Rückseite angenähten und seitlich durch die Falten der Seitenwände geführten Verschlussgürtels hindurchziehen lassen, die mit einer Schließe mittig miteinander und mit der Tasche selbst verbunden werden.
Die Tasche steht auf vier kleinen Metallfüßchen, die auf zwei schmalen Lederriegeln auf der Unterseite angebracht sind. Im Inneren hat die Tasche je nach Ausführung ein oder mehrere Innenfächer. Zu jeder Tasche gehört ein kleines Vorhängeschloss, dessen Schlüssel mit einem passenden Schlüsseletui („Clochette“) versehen und an einem Lederriemen befestigt sind, der sich um die Henkel der Tasche schlingen lässt.
Die Birkin Bag wird in den Größen 25, 30, 35, 40, 50 und 55 cm in zahlreichen Farbvarianten und Lederarten hergestellt, wobei die beiden größten Varianten als Reisetaschen konzipiert sind. Da nur auf Bestellung gefertigt wird, kann die Kundin Leder, Farbe, Metallverschlüsse und weitere Ausstattungsdetails selbst zusammenstellen. Zu den angebotenen Lederarten zählen neben Kalbleder auch Straußenleder, Krokodilleder und Eidechsenleder, das Innenfutter besteht aus Ziegenleder.
Alle Metallteile sind mit Gold oder Palladium beschichtet, um Anlaufen zu verhindern.
Das Design der Birkin wie auch der Kelly Bag lässt sich auf die Haut à Courroies (HAC) zurückführen, eine Tasche, die Émile-Maurice Hermès, der Enkel des Firmengründers, im Jahr 1892 herausgebracht hatte. Haut à Courroies steht für „hoher Gürtel“ und bezieht sich auf den Gürtel, mit dem die Tasche oben verschlossen werden konnte. Das Design der HAC war an die Form von Satteltaschen angelehnt, die Hermès bei argentinischen Gauchos beobachtet hatte.
Wie die Birkin und Kelly Bags wurde (und wird) auch jede HAC von einem einzelnen Täschner in kleinteiliger Handarbeit genäht. Die HAC wird bis heute produziert und inzwischen vielfach für eine Variante der erst sehr viel später daraus abgeleiteten Birkin Bag gehalten.
Im Jahr 2005 nahm Jean Paul Gaultier ein Redesign der Birkin Bag vor, seitdem gibt es die Birkin auch als Schultertasche.

### Rezeption des Birkin-Designs
Der Erfolg der Birkin Bag setzt sich auch im Design anderer Handtaschenhersteller fort, die – bewusst oder unbewusst – Elemente des Birkin-Designs übernehmen.
Die Handtasche Boxer des ehemaligen Ralph-Lauren-Designers Reed Krakoff greift beispielsweise neben der klaren und geradlinig aufrechten Grundform mit nach oben ragenden Henkeln den charakteristischen Verschlussgürtel der Birkin auf und erzeugt dadurch die spontane Assoziation mit der Birkin. Noch näher am Original ist die Ricky Bag von Ralph Lauren aus dem Jahr 2007 angesiedelt. Obwohl der charakteristische Verschlussgürtel fehlt, ist die Ricky Bag in Form, Volumen, Ausstattung und Materialien eng an die Birkin Bag angelehnt. Insbesondere der Überschlag mit Aussparungen für die Henkel ist nahezu identisch; statt des horizontalen Verschlussgürtels finden sich bei der Ricky zwei senkrecht verlaufende Riemen mit Schnalle. Hauptunterschied ist das verglichen mit der Birkin wesentlich größere runde Schloss.
Dem Design wurde deshalb auch vorgeworfen, lediglich ein „Birkin-Wannabe“ zu sein. Mit Preisen zwischen 3.000 und 17.000 US-Dollar rangiert die Ricky Bag auch preislich in einer ähnlichen Kategorie (anders als die mit rund 900 US-Dollar „günstige“ Boxer). Neben der formalen Ähnlichkeit fällt bei der Ricky eine konzeptuelle Anlehnung auf – wie die Birkin ist diese nach einer Frau benannt (der Ehefrau Ralph Laurens), wie bei der Birkin wird die handwerkliche Sorgfalt und Liebe zum Detail bei der Herstellung betont, die wie bei der Birkin von Hand erfolgt. Damit nicht genug, gibt Ralph Lauren an, beim Design der Ricky von alten englischen Cooper-Satteltaschen inspiriert worden zu sein. Kritiker werfen Ralph Lauren vor, sich mit der Ricky Bag die immense (unbefriedigte) Nachfrage nach Birkin Bags zunutze gemacht zu haben.

## Herstellung
Je nach Angebot exotischer Leder kann es Monate oder Jahre dauern, das Leder für eine Tasche zu besorgen. Anschließend wird jede Tasche von einem einzigen Täschner von Hand gefertigt. Dies dauert 72 Stunden bis zwei Wochen, so dass pro Woche nicht mehr als zwei bis drei Taschen produziert werden können.

## Angebot und Nachfrage
Angeblich soll es für Birkin Bags zeitweise lange Wartelisten mit Wartezeiten von bis zu sechs Jahren gegeben haben. Die Warteliste erlangte Berühmtheit durch eine Szene in der Serie Sex and the City, in der Samantha Jones den Namen einer Klientin nutzt, um sich auf der Warteliste für eine Birkin Bag um fünf Jahre nach oben zu arbeiten.
Im Jahr 2010 erklärte Hermès jedoch, es gebe nun keine Warteliste mehr. Grund für die geringen Stückzahlen seien der aufwändige Herstellungsprozess und die Schwierigkeit, kompetente Täschner zu finden.
Kritiker nehmen dagegen an, dass Hermès die Stückzahlen bewusst niedrig hält, um die Exklusivität der inzwischen zum Modeklassiker avancierten Tasche zu sichern.
Nach aktuellen Schätzungen werden zwar etwa 70.000 Birkin Bags pro Jahr hergestellt, dennoch ist der Erwerb nur ausgewählten Kundinnen und Kunden möglich, die zuvor andere Hermès-Produkte erworben haben. 2020 war die Nachfrage nach Birkin Bags unverändert hoch.

## Statussymbol

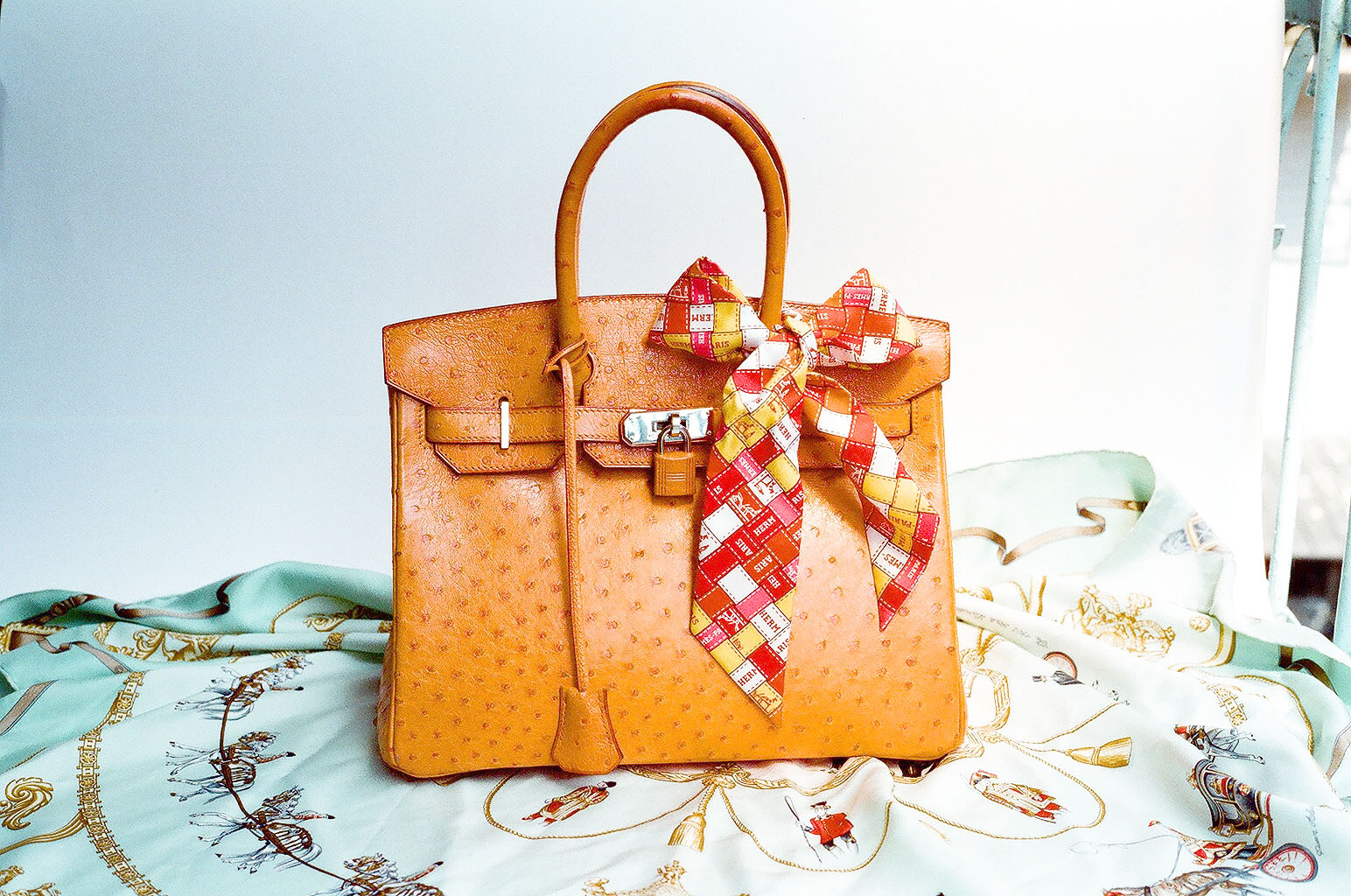
Birkin Bag aus Straußenleder

Aufgrund des charakteristischen Designs, des schwierigen Ankaufs und des vergleichsweise hohen Verkaufspreises hat sich die Birkin Bag schon nach wenigen Jahren zum Statussymbol entwickelt, das Wohlstand und exklusiven Geschmack der Trägerin verkörpert. Die traditionelle, minutiös handwerkliche Anfertigung der Birkin Bag bildet dabei einen Teil des Mythos, mit dem die Herstellerfirma die Birkin aufgeladen hat und der die Tasche zum Sehnsuchtsobjekt werden lässt.
Beispielsweise soll Victoria Beckham, die auf zahlreichen Fotoveröffentlichungen mit einer Birkin Bag am Arm zu sehen ist, über 100 Exemplare der Birkin in diversen Ausführungen besitzen; ihre Sammlung an Birkin-Modellen wird auf einen Gesamtwert von 1,5 Mio. Pfund geschätzt.
Die Washington Post notierte nach einem Gerichtsauftritt der mit einer Birkin Bag erschienenen Martha Stewart:

And for a certain breed of woman, it is the handbag equivalent of a Rolls-Royce or a dozen illicit Cuban cigars. It is a bag that announces that one has achieved a breathtaking level of success. It can declare its owner’s wealth and status from a distance of 50 paces.

„Und für eine bestimmte Art von Frau ist das das Handtaschen-Äquivalent zu einem Rolls-Royce oder einem Dutzend geschmuggelter kubanischer Zigarren. Es ist eine Tasche, die davon kündet, dass jemand ein atemberaubendes Erfolgsniveau erreicht hat. Es demonstriert den Wohlstand und Status der Besitzerin über eine Entfernung von 50 Schritten.“

Im Fall von Martha Stewart werteten Prozessbeobachter die Tasche als ungeeignetes da zu prätentiöses Accessoire, das die Jury möglicherweise gegen die Angeklagte einnehmen könnte. Die Journalistin Kelly Carter von USA Today ging der Frage nach, ob die Tasche dafür sorgen könne, dass die Trägerin eine privilegierte Behandlung in Restaurants und Geschäften erhält, und bejahte diese Frage.

## Politisches Statement
Francesca Eastwood zerstörte 2012 zusammen mit ihrem Freund, dem Fotografen Tyler Shields, eine Krokodilleder-Birkin-Bag im Wert von ungefähr 100.000 US-Dollar. Dafür zündeten sie die Tasche erst an und zerlegten sie danach mit einer Kettensäge. Sie stellten die Fotos davon als künstlerisches Statement auf diverse Social-Media-Plattformen. Die Aktion wurde mit der Begründung der Geldverschwendung stark kritisiert.
Die Birkin Bag symbolisiert damit nicht nur ein Luxusgut an sich, sondern steht sinnbildlich für sinnlose Verschwendung, Abgehobenheit und Korruption. So suggerierte Avichay Adraee, ein Sprecher der Israelischen Armee, dass die Ehefrau des Hamas-Chefs Yahya Sinwar, bei ihrer Flucht eine Birkin Bag mit sich getragen hätte, indem er neben einer kurzen unscharfen Videosequenz ein Foto einer Birkin Bag auf der Plattform X veröffentlichte und mit dem Satz “Did Sinwar’s wife enter the tunnel with him on October 6th, carrying a bag from the Birkin company, which has an estimated value of about $32,000? I leave you to comment. [Betrat Sinwars Frau den Tunnel zusammen mit ihm am 6. Oktober und trug dabei eine Birkin-Tasche mit einem Schätzwert von 32.000$? Ich überlasse es Ihnen, zu kommentieren]” kommentierte. Im Anschluss griffen zahlreiche Medien und Kommentierende in sozialen Medien die Einschätzung auf, wobei sie den angeblichen Widerspruch zwischen der Luxustasche und den Lebensbedingungen der Palästinenser thematisierten.
Die Birkin-Handtasche von Emine Erdoğan, der Ehefrau des türkischen Präsidenten Recep Erdoğan, wurde aufgrund ihres Preises bereits von dem Journalisten Ender Imrek in einem Artikel thematisiert. Dieser wurde dann aufgrund seines Artikels wegen Beleidigung der Präsidentengattin angeklagt.
Als Präsident Erdoğan im Oktober 2020 zum Boykott französischer Waren aufrief, nahm der Oppositionsführer Kemal Kılıçdaroğlu dies zum Anlass, die von einer französischen Firma stammende Tasche von Erdoğans Gattin anzusprechen. Erdoğan gab daraufhin an, bei der Tasche handele sich um ein Plagiat.